# Windmühle (Mont-Dol)

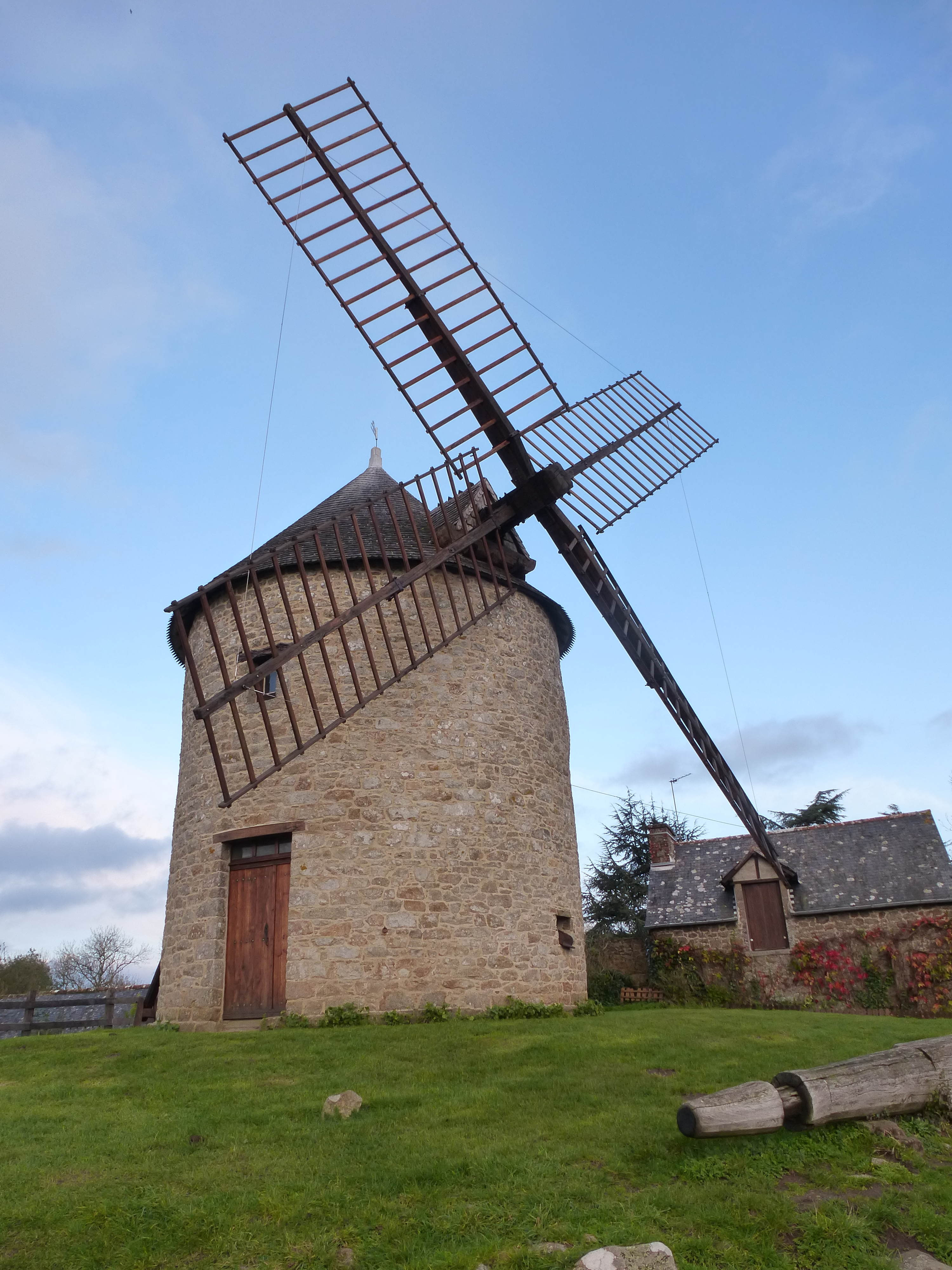
Ehemalige Windmühle in Mont-Dol (2014)

Die Windmühle in Mont-Dol, einer französischen Gemeinde im Département Ille-et-Vilaine in der Region Bretagne, wurde um 1843 errichtet. Im Jahr 1977 wurde die ehemalige Windmühle als Monument historique in die Liste der Baudenkmäler in Frankreich aufgenommen.
Die Getreidemühle aus Bruchsteinmauerwerk und mit Kegeldach, die bis 1954 in Betrieb war, besitzt noch das historische Mahlwerk aus der Erbauungszeit des Gebäudes. Ende des 19. Jahrhunderts wurde eine Dampfmaschine eingebaut und 1929 erneuert, um die Mühle auch bei Windstille betreiben zu können.
Die Mühle kann besichtigt werden.